# صفقة سرسق

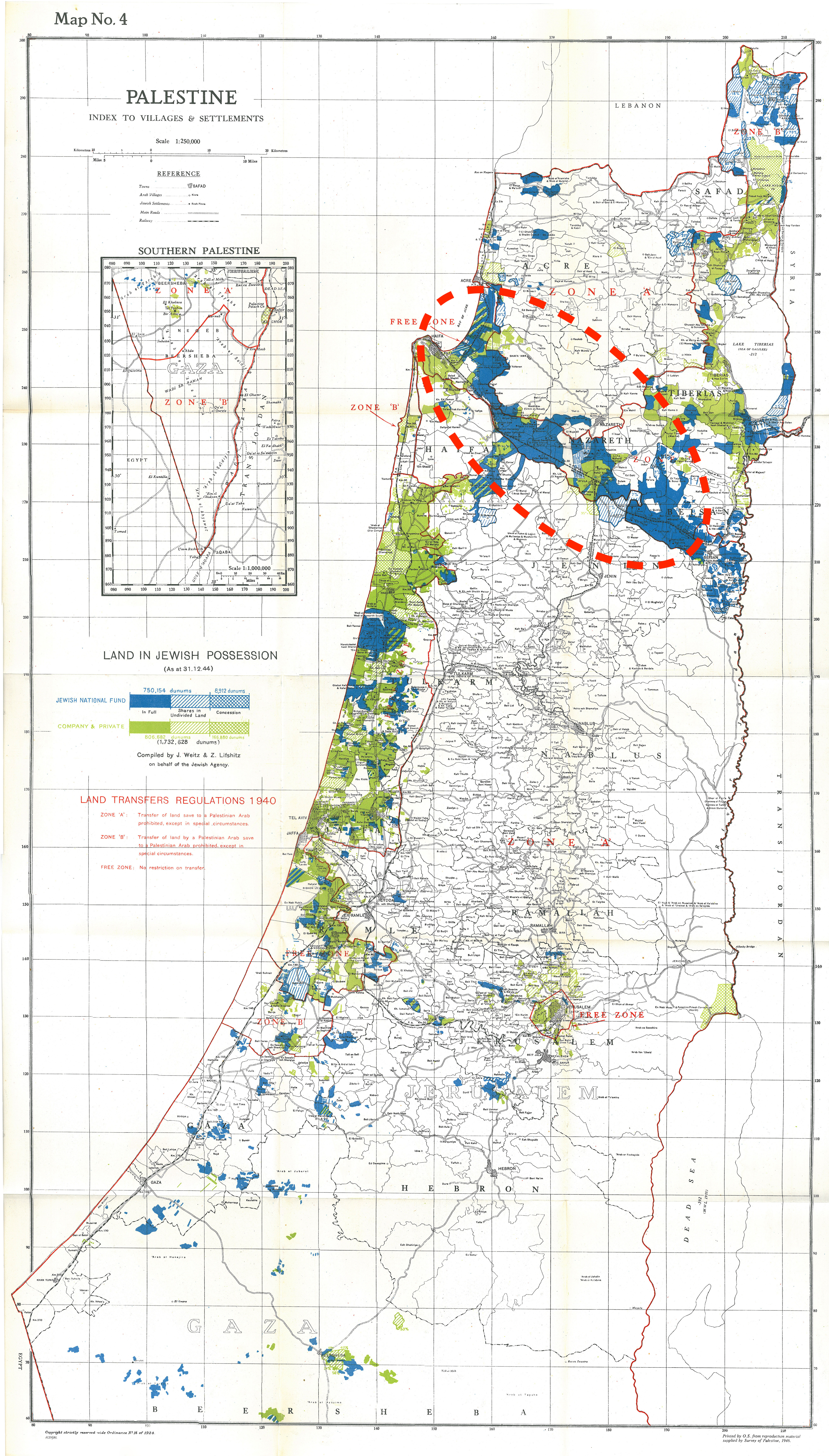
صفقة سرسق (انظر دائرة حمراء منقطة) موضحة على خريطة شراء الأراضي اليهودي في فلسطين في عام 1944؛ يمثل الأزرق الداكن الأرض التي كانت مملوكة من قبل الصندوق القومي اليهودي، والتي تم شراء معظمها في المنطقة المحيطة بموجب صفقة سرسق.

كانت صفقة سرسق لمرج ابن عامر وخليج حيفا، بالإضافة إلى أجزاء أخرى من فلسطين الانتدابية، أكبر شراء يهودي للأراضي في فلسطين خلال فترة الهجرة اليهودية المبكرة؛ يعتبر مرج ابن عامر أكثر مناطق فلسطين خصوبة.
وكانت صفقة سرسق تمثل 58% من مشتريات اليهود من الأراضي من الملاك الأجانب الغائبين المحددين في قائمة جزئية في مذكرة قدمتها اللجنة العربية العليا إلى لجنة التحقيق الأنجلو أمريكية في 25 فبراير 1946.
وطالب المشترون بنقل السكان الحاليين ونتيجة لذلك، تم طرد المزارعين المستأجرين العرب الفلسطينيين، كما تم إخلاء حوالي 20 إلى 25 قرية. وتلقى بعض السكان المطرودين تعويضا لم يكن المشترون مطالبين بموجب قانون التفويض البريطاني الجديد بدفع تعويضات.
وكان إجمالي الحجم الذي باعه سرسق وشركاؤهم يمثل 22% من كل الأراضي التي اشتراها اليهود في فلسطين حتى عام 1948، وكما ذكر آرثر روبين لأول مرة في عام 1907، كانت ذات أهمية حيوية في السماح باستمرارية أراضي المستوطنات اليهودية في فلسطين.

## خلفية
خلال معظم فترة الحكم العثماني، عانت أرض فلسطين المنخفضة من الانحلال بسبب الظروف غير الصحية في السهول وانعدام الأمن في الحياة هناك. ولم يكن ذلك مقتصرا على تلك المنطقة، بل يعكس سمة عامة مشتركة أيضا في جميع المناطق الساحلية شمال وجنوب البحر الأبيض المتوسط. مفهوم الصهيونية لغزو العمال اليهود للعمالة يعني استبعاد توظيف القوى العاملة العربية المحلية حيثما أمكن.

## مشتريات سرسق من الحكومة العثمانية
في عام 1872، باعت الحكومة العثمانية مرج ابن عامر لعائلة سرسق مقابل 20,000 جنيه استرليني تقريبا. وذهبت الأسرة للحصول على أكثر من 400,000 دونم (90,000 فدانا أو 364 كم مربع). وقد استمرت هذه المشتريات على مدى عدد من السنوات.

## المشتريات اليهودية
وفي عام 1891، بدأ يهوشوا هانكين، الذي هاجر إلى فلسطين من روسيا قبل بضع سنوات، مفاوضات للحصول على مرج ابن عامر؛ وانتهت المفاوضات عندما سنت الحكومة العثمانية حظرا على الهجرة اليهودية.
في 10 مارس 1897، كتب تيودور هرتزل عن أسرة سرسق في يومياته، مشيرا إلى بدء المفاوضات مع جمعية الاستعمار اليهودي لشراء 97 قرية في فلسطين:
وتتفاوض جمعية الاستعمار اليهودي حاليا مع عائلة يونانية (سرسق هو الاسم، كما أعتقد) لشراء 97 قرية في فلسطين. ويعيش هؤلاء اليونانيون في باريس، ويغامرون أموالهم، ويرغبون في بيع عقاراتهم (3 في المائة من مساحة فلسطين بأكملها، وفقا لبامبوس) مقابل 7 مليون فرنك.
وتعتبر المنظمة الصهيونية مرج ابن عامر أكثر المناطق جاذبية من الناحية الاستراتيجية في الحصول عليها، أكثر من منطقة فلسطين الساحلية. ويعود ذلك إلى فرصة تنفيذ الزراعة الواسعة النطاق في المنطقة، والسرعة التي يمكن بها تنفيذ الاستيطان بسبب كبار ملاك الأراضي؛ وفي المنطقة الساحلية كانت هناك قطع أصغر من الأراضي متاحة للشراء، وكانت الأرض أقل خصوبة. وقد بذلت الحكومة العثمانية عددا من المحاولات للحد من حيازة الأراضي الجماعية والهجرة، ولكن هذه القيود لم تستمر طويلا بسبب الضغوط الأوروبية بموجب شروط الامتيازات.

### شراء جمعية الاستعمار اليهودي 1901
وفي عام 1901، قامت جمعية الاستعمار اليهودي، بعد أن منعت من شراء الأراضي في متصرفية القدس، بأول عملية شراء رئيسية لها في شمال فلسطين في حيازة 31,500 دونما من الأراضي قرب طبريا من أسرة سرسق وشركاؤها.

### مسألة الفولة 1910–1911

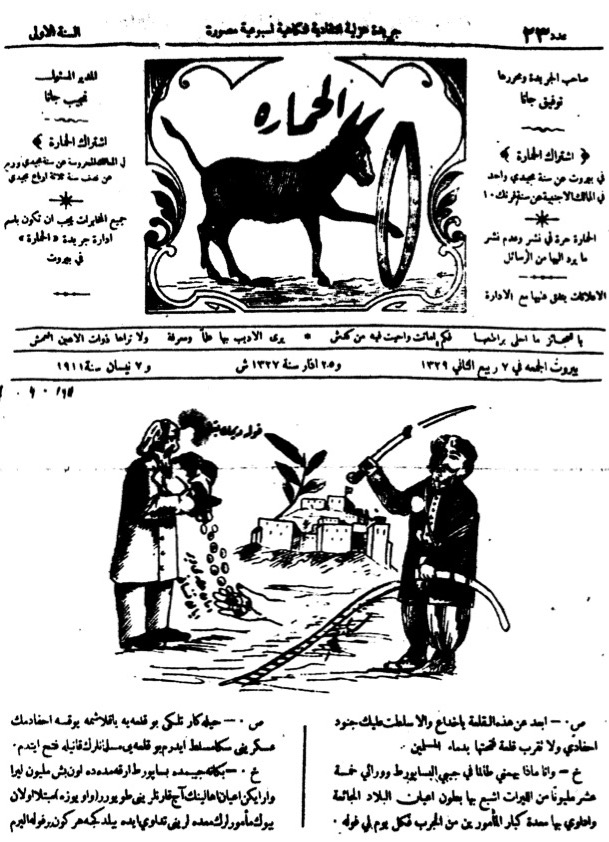
كرتون 1911: صلاح الدين (يمين) يحتج على بيع سرسق للفولة، ويهوشوا هانكين (يسار) يسلم المال. جريدة حيفا «الحمارة القاهرة» الساخرة.

هناك عملية أخرى من عمليات الشراء الصهيونية المبكرة من آل سرسق أصبحت معروفة باسم «مسألة الفولة» (يشار إليها أحيانا بالخطأ باسم «مسألة العفولة»). في 1910-11، باع إلياس سرسق 10,000 دونم حول قرية الفولة، الواقعة عند سفح جبال الناصرة في مرج ابن عامر، للصندوق القومي اليهودي. ورفض الفلاحون الفلسطينيون مغادرة الأرض، وحارب قائمقام (حاكم منطقة الناصرة) شكري العسلي لإلغاء عملية البيع، ورفضوا إنهاء الصفقة. وقد أرسل القرويون أنفسهم عريضة إلى الصدر الأعظم يشكون فيها من الاستخدام القمعي للسلطة التعسفية (تحكم). وادعوا على وجه الخصوص أن إلياس سرسق ووسيط باعا أرضهم للناس الذين أسموهم «الصهاينة» و«أبناء دين موسى» الذين ليسوا رعايا عثمانيين، وأن البيع سيحرم 1,000 قرويا من سبل معيشتهم. وفي الالتماسات السابقة المتعلقة بالنزاعات على الأراضي كان اليهود يشار إليهم عادة «بالإسرائيليين».
كان وجود قلعة صليبية من عصر صلاح الدين تقع داخل المنطقة البرية يستخدم في الإشارة إلى المعركة ضد الصليبيين. النشاط السياسي ضد البيع يعتبر «أول عمل منسق ضد الأنشطة الصهيونية المتنامية»، ويمكن اعتبار البيع «أهم حدث [مناهض للصهيونية] حدث وقع في الفترة السابقة لاندلاع الحرب العالمية الأولى».

### عملية الشراء 1918
وقد رفض العثمانيون السماح بمبيعات عديدة، بحيث أن سرسق لم تتمكن من بيع أراض كبيرة لمشترين يهود قبل الحرب العالمية الأولى. وفي عام 1912، رتبت شركة تنمية الأراضي الفلسطينية لشراء منطقة كبيرة في مرج ابن عامر من نجيب وألبير سرسق، ولكن الصفقة لم تكتمل بسبب الحرب العالمية الأولى. في 18 ديسمبر 1918، تم إبرام الاتفاق؛ فقد غطى 71,356 دونم في مرج ابن عامر، بما في ذلك تل عدشيم.

### 1921–1925، والإجلاء القسري
بعد بدء الانتداب البريطاني، أزال قانون نقل الأراضي لعام 1920 جميع هذه القيود. وفي الفترة ما بين عام 1921 وعام 1925، باعت أسرة سرسق 80,000 فدان (320 كيلومتر مربع) من الأراضي في مرج ابن عامر إلى الكومنولث الصهيوني الأمريكي لحوالي ثلاثة أرباع مليون جنيه. وقد اشترت المنظمة اليهودية الأرض كجزء من جهود لإعادة توطين اليهود الذين سكنوا الأرض، فضلا عن غيرهم ممن جاءوا من أراض بعيدة. وفي عام 1924، أنشئت رابطة الاستعمار اليهودي الفلسطيني لتتولى دور رابطة الاستعمار اليهودي؛ وأصبحت رابطة الاستعمار اليهودي أكبر مالك للأراضي اليهودية في فلسطين. وفي المقابل، عملت شركة تنمية الأراضي كمنظمة شرائية للصندوق القومي اليهودي.[27] والأولوية العليا الممنوحة لهذه الأراضي تدين بالكثير للاستراتيجية التي انتهجتها مناحم أوسشكين، الذي وجد نفسه معارضا من قبل أعضاء آخرين في مجلس الصندوق القومي. نتيجة للمشتريات باهظة الثمن، تم شغل معظم رأس مال المنظمة في العقد التالي.
وبموجب الانتداب البريطاني، أعيدت صياغة قوانين الأراضي، واعتبرت السلطات البريطانية المزارعين الفلسطينيين في المنطقة مزارعي مستأجرين. وفي مواجهة المعارضة المحلية، أيدت السلطات حق سرسق في بيع الأرض وتشريد سكانها. وكان عدد من القرى المشتراة، ولا سيما تلك الموجودة في مرج ابن عامر، مأهولة بمستأجرين من الأراضي شردوا بعد البيع. وطالب المشترون بنقل السكان الحاليين، ونتيجة لذلك، تم طرد المزارعين المستأجرين العرب الفلسطينيين، مع تلقي البعض تعويضا لم يكن المشترون ملزمين بموجب قانون التفويض البريطاني الجديد بدفع أي تعويض. ورغم أنهم لم يكن لهم حق قانوني بأي تعويض، فإن المستأجرين المطرودين (تم تعويض 1,746 أسرة مزارع عربية تضم 8,730 شخصا من أكبر مجموعات المشتريات) بمبلغ 17 دولارا للشخص الواحد.
وعلى الرغم من عملية البيع، رفض بعض المستأجرين السابقين المغادرة، على سبيل المثال في العفولة. إلا أن الملاك الجدد اعتبروا أنه من غير المناسب لهؤلاء المزارعين أن يظلوا مستأجرين في الأراضي المخصصة للعمالة اليهودية، مدفوعة بشكل خاص بإيديولوجية العمل في الأرض التي يتبناها اليشوب. وكان من الضروري أن تستخدم الشرطة البريطانية لطرد البعض، كما أن المستبعدين قد شقوا طريقهم إلى الساحل بحثا عن عمل مع انتهاء المطاف بمعظهم في مدن الصفيح على أطراف يافا وحيفا.

## المستوطنات اليهودية
بعد شراء الأرض، أنشأ المزارعون اليهود أول مستوطنات العصر الحديث، وأسسوا مدينة العفولة الحديثة، وجففت المستنقعات لتمكين المزيد من تنمية الأراضي للمناطق غير الصالحة للسكن لقرون من الزمان. وكان أول موشاف في البلاد، ناحال، قد استقر في هذا الوادي في 11 سبتمبر 1921. موشيه ديان، الذي نشأ في نحال، ذكر الموشاف - مع ثلاثة مواقع أخرى كانت جزءا من عملية شراء سرسق - كأمثلة على أنه «ليس هناك مكان واحد بني في هذا البلد الذي لم يكن فيه سكان عرب سابقون»: